# 30533 Saeidzoonemat
30533 Saeidzoonemat è un asteroide della fascia principale. Scoperto nel 2001, presenta un'orbita caratterizzata da un semiasse maggiore pari a 2,4062509 UA e da un'eccentricità di 0,1833790, inclinata di 2,46871° rispetto all'eclittica. Ha un diametro di 2,212 km.